# Либертад, Альберт
Альберт Либертад (фр. Albert Libertad, настоящее имя Альберт Жозе́ф; 24 ноября 1875, Бордо — 12 ноября 1908, Париж) — французский анархо-индивидуалист.
Брошенный родителями, Либертад вырос в сиротском приюте. Из-за болезни с детства у него были парализованы ноги, но он находил своему увечью хорошее применение, используя костыли в драках с полицией. В 21 год он переехал в Париж, где сразу стал активен в анархистских кругах, публикуясь в журнале Le Libertaire. Участник различных анархистских группировок и сторонник «пропаганды действием» он, тем не менее, дважды выдвигал свою кандидатуру на муниципальных выборах в 11 округе Парижа, рассматривая это как средство распространения анархизма. Во время процесса Дрейфуса он основал Антимилитаристскую Лигу (1902).
В 1905 году, Либертад основал наиболее известный анархо-индивидуалистский журнал «Анархия», сотрудником которого был Виктор Серж и ряд других известных впоследствии левых публицистов. Он также работал корректором с Брианом, редактируя, La Lanterne, и, позже, с Себастьяном Фором. Активист свободной любви, Либертад сотрудничал с EnDehors, популярной газетой, основанной Зо д’Акса.